# Jan Adolfsson
Jan Hilding Adolfsson, född 16 september 1944 i Näsåker i Västernorrland, är en svensk före detta fotbollsmålvakt. Han spelade en match för AIK i Allsvenskan under säsongen 1968. Utöver fotbollen jobbade Adolfsson som polis.
Adolfsson började spela fotboll som 14-åring i Ope IF. Det blev ett par år i klubben, sedan fyra år i IFK Östersund med spel i division 2 och därefter ett halvår i Frösö IF.
1964 kom han in på Polishögskolan i Stockholm och samtidigt började han spela för Polisens IF. Han spelade 1968 i Stockholms "norr-lag" i en match mot ett "söder-lag" där AIK:s tidigare tränare Henry "Garvis" Carlsson såg Adolfsson i aktion och tog kontakt med honom för en övergång till AIK, en övergång som blev klar sommaren 1968. Han värvades för att ersätta tidigare reservmålvakten Gunnar Lund som hade flyttat tillbaka till Kalix. Den ordinarie målvakten var Leif Hult och både AIK och Adolfsson var införstådda med att hans plats skulle vara i reservlaget, såvida inte Hult blev skadad. Hans enda match för klubben kom den 12 oktober 1968 när AIK mötte Örgryte IS, i en match som slutade 3–3.
Adolfsson spelade endast en match för AIK och lämnade några månader senare för att återvända till Polisens IF.
Efter den aktiva karriären har han verkat som ungdomsledare i Väsby IK Hockey.